# روتسو
روتسو (به ایتالیایی: Rotzo) یک کومونه در ایتالیا است که در استان ویچنزا واقع شده‌است.

## خصوصیات
روتسو ۲۸ کیلومترمربع مساحت و ۶۲۰ نفر جمعیت دارد و ۹۳۸ متر بالاتر از سطح دریا واقع شده‌است.